# 米路
米路（Casemiro Mior，1958年—）是一個巴西的足球教練。現時為香港超級聯賽球會標準流浪的技術顧問。

## 球員生涯
米路在球員時代，曾效力、國際體育會。

## 教練生涯
在2007年，米路獲委任為香港聯賽選手隊的主教練，以角逐2007年賀歲盃足球賽。其後港聯在賀歲盃的兩場球賽中，均在互射十二碼的情況下落敗。
米路於南華出任教練時，曾帶領球隊奪得三冠成績，但於季尾因和足主羅傑承意見不合而離隊。其後執教東方。
2007/2008年球季，米路執教重新升上甲組的東方，即帶領球隊於銀牌決賽以3-1擊敗傑志，奪得銀牌冠軍。
2008年10月7日，他遭葡超球會比蘭倫斯免職。
在2015年5月，米路再次上山執教南華足球隊，合約期為一年。2016年3月13日，以私人理由請辭。

## 個人榮譽
香港甲組足球聯賽最佳教練

- 3次（1999至2000年、2001至2002年、2006至07年）